# ミッドナイト競輪
ミッドナイト競輪（ミッドナイトけいりん）とは、2011年1月14日から開始した、深夜の時間帯に開催されている競輪の競走である。

## 特徴

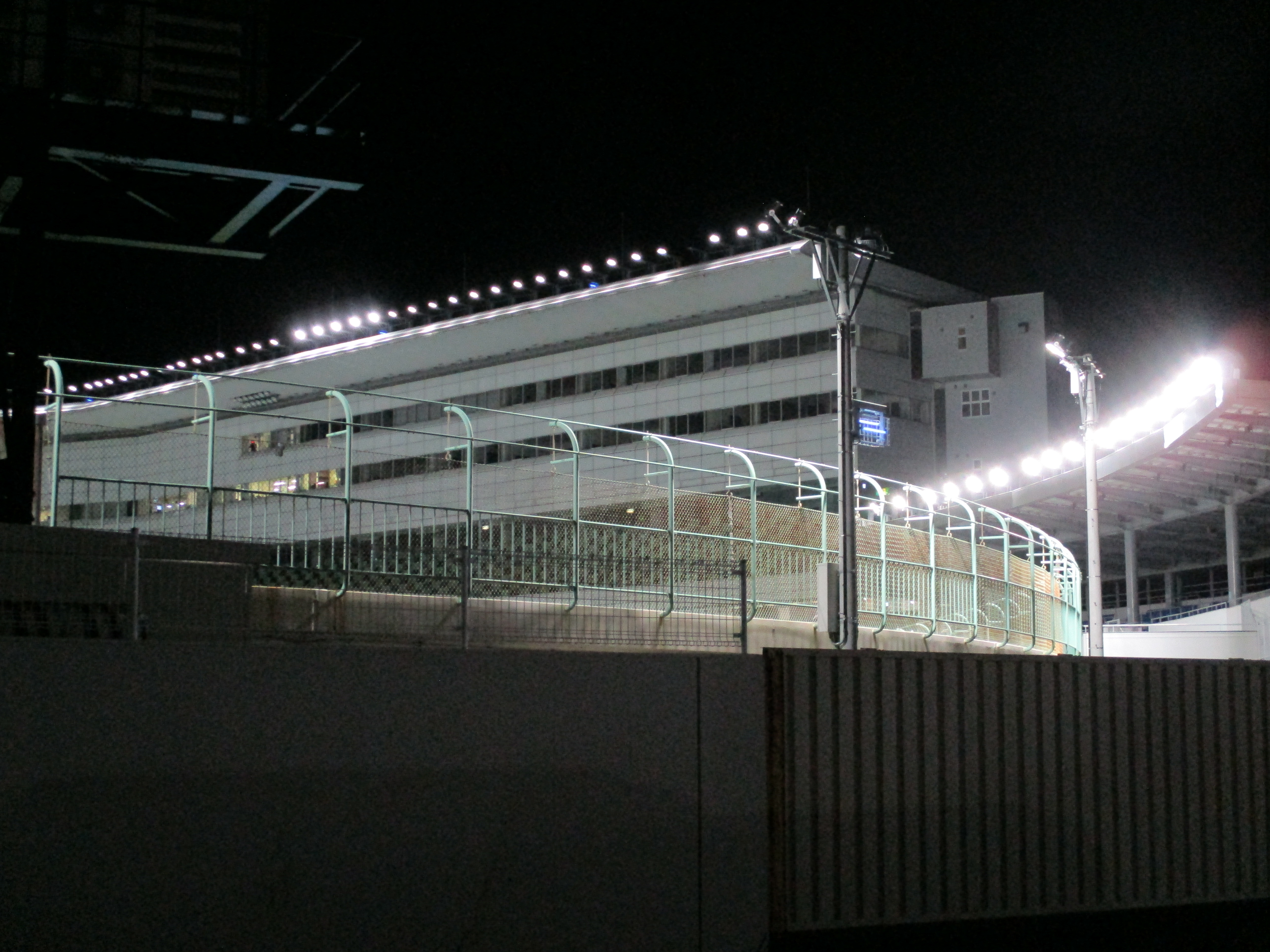
ミッドナイト競輪が開催されている最中の静岡競輪場。バンクを照らすライトはついているが、無観客であるため、観客席の照明は消されている。2023年10月7日23時撮影。

ミッドナイト競輪は、ナイター競輪が20時台までに競走を終了するのに対し、その直後となる20時40分から23時30分の間に競走を実施する。開催時間が深夜となるため、近隣住民に配慮して観客を入れずに競走を実施する。
競艇やオートレースでもミッドナイト開催が行われているが、ミッドナイト競輪の開催頻度は高く、年間数日の休催日を除き年末年始も含めて毎日実施されている。
現在はその他の時間帯のFI・FII開催と同じ条件であるが、ミッドナイト競輪では開始当初から7車立て、A級及びL級（ガールズケイリン）の周回数は2,000mより1周回少ない距離にて実施しており、400m走路では4周、333mないし335m走路では5周、500m走路では3周としている。ただし、S級戦では日中やナイター開催と同様に約2,000m（400m走路では5周）で実施している。
出走人数についても、通常のFI・FII開催でも9車立てで行われていた当時の初回開催から7車立てで行われている。なお、初期には試験的にS級戦・A級戦ともに9車立てで行ったこともあった。
1日のレース数は1場あたり一日最大9レースとし、同時開催の場とタイムスケジュールを事前に調整した上で各場交互にレースを実施する。2024年度は、『2場開催、1場9レース制』、『2場開催、1場7レース制』、『3場開催、1場7レース制』のいずれかの組み合わせで行われ、同時に行われている各場ではレース数が揃えられている。
車券は、電話投票・インターネット投票のみによる購入となる。ただし、場外車券売場であるラ・ピスタ新橋、サテライト横浜、サテライト大阪では前売のみ窓口発売を実施しているほか、一部の『GambooBET』および『チャリロト・プラザ』でも前売購入が可能な施設もある。
競走の模様は、主にインターネットによるストリーミング配信で視聴する。
- インターネットによるストリーミング配信では、競輪公式ホームページ「KEIRIN.JP」（開始当初はKEIRIN.JPストリーム）、ニコニコ生放送、ABEMA 競輪・オートレースチャンネル「WinTicket ミッドナイト競輪」、また各場のYouTube公式チャンネルなどで中継が行われている。
- テレビ中継では、有料放送であるCS放送「SPEEDチャンネル」にて全ての開催場が中継されている。過去には、2022年3月21日から2025年6月30日までBSよしもと「競輪LIVE!チャリロトよしもと」にて当日の開催場のうちのいずれかが中継されていたほか、2011年1月15日から8月13日まで決勝日に当たる土曜日に限り、BS日テレ『ミッドナイト、なう。』内でも中継が行われていた。

## 概要
2025年3月時点で、全国43の競輪場のうち、小倉競輪場（北九州メディアドーム）、前橋競輪場（日本トーターグリーンドーム前橋）、青森競輪場、高知競輪場、佐世保競輪場、玉野競輪場、奈良競輪場、武雄競輪場、西武園競輪場、大垣競輪場、弥彦競輪場、別府競輪場、宇都宮競輪場、松阪競輪場、豊橋競輪場、松戸競輪場、川崎競輪場、伊東温泉競輪場、松山競輪場、函館競輪場、四日市競輪場、名古屋競輪場、京都向日町競輪場、平塚競輪場、久留米競輪場、小松島競輪場、岸和田競輪場、高松競輪場、静岡競輪場、京王閣競輪場、いわき平競輪場、岐阜競輪場、熊本競輪場（開始日順）の計33場で開催されている。
一方で、中には照明設備の設置が難しい競輪場や、照明設備はあっても近隣住民への配慮からミッドナイト競輪の開催が難しい競輪場もあり、全ての競輪場でミッドナイト競輪が開催できるわけではない。ただ、ミッドナイト競輪を開催していない競輪場の施行者の中には、上記の、既に開催実績のある競輪場のいずれかを借り上げてミッドナイト競輪を開催している施行者もあり（借り上げについてはこちらを参照）、それらも含めると、ほぼ全ての競輪場がミッドナイト競輪の開催実績がある。
- 2025年3月時点で、自場または他場借り上げいずれもミッドナイト競輪の開催実績がない競輪場は、取手競輪場、大宮競輪場[注釈 5]、TIPSTAR DOME CHIBA[注釈 6]の3場である。

ミッドナイト競輪の開催においては、開催が集中するといわゆる『共倒れ』となってしまうことが懸念されるため、予め施行者間の『ミッドナイト競輪連絡協議会』の承認を得ることが必要となっており、開催日程を調整した上で、原則として1日2場で行われている。のち、「試行」名目で年に数回1日3場での開催が開始され、現在では月に3回程度、1日3場での開催も行われている。
ミッドナイト競輪を開始してから暫くの間は、各レースとも最大7車立て・7レース制で、第1競走の選手紹介は20時50分（青森と奈良は20時47分、玉野（2016年6月の開催まで）と高知は20時42分）、発走は21時07分とし、以降22分間隔でレースが進行、最終第7競走は23時19分発走としていた（2014年10月以降。ただし一部6レース制となる場合があり、その場合は発走時刻も変更となる）。2018年下半期以降に、現行の原則9レース制・20分間隔の体制となった。
賞金体系については日中の開催やナイター開催などと同一であるが、特に最終レースとなると日付が変わる直前となるほど遅い時間の出走となるため、出走する選手に対しては、男女ともに出走するレース毎に支給される通常の日当（正選手手当・競走参加手当）41,000円に加えて「ミッドナイト競輪手当」14,000円も併せて支給され、1開催3日間とも出走すれば手当の支給総額は17万1000円（前検日の日当6000円も含む）となる（2024年4月時点）。ほかにレース中に降雨・降雪があった場合や年末年始の出走であれば、更に別の手当も併せて支給される。また、残り1周半であることを知らせる打鐘（ジャン）においても、周辺住民への配慮から日中やナイターの開催時とは別の鐘を使用している競輪場もある。
ミッドナイト競輪は7車立てで従来の9車立てとはレース形態や展開が異なることや、深夜帯の開催のため古参のファンは当初見向きもしなかったものの、代わって新たに若年層の動画配信者などが参入したことで、6番車を「メロン」と呼ぶなどそれまでの競輪の予想とは異なる予想や買い方をして競輪に興味のなかった人たちをうまく引き込んだ。そして、そのミッドナイト競輪から競輪を始めた若者たちがのち日中開催などミッドナイト競輪以外のレースでも車券を購入するようになったことで、右肩下がりを続けていた競輪の売上は一転右肩上がりの上昇を続けるようになっただけでなく、客層をも大きく変えてしまうという副産物を生み出すことにも成功した。
以下の『歴史』の項目にもある通り、反響は良く売り上げも好調で、2017年度のミッドナイト競輪の売り上げ額は対前年度比130.3％と高い伸びを示した。伊東温泉競輪場では通常の日中開催でのFII3日間の売り上げは採算ラインに届かず赤字であるが、ミッドナイト競輪を初めて開催した2019年2月13日からの3日間の売り上げは採算ラインを上回った。2018年度も、競輪の売り上げ額は対前年度比で102.2％と5年連続で増加となったが、内訳を見ると本場開催や場外開催の売り上げ額は減少している一方でミッドナイト競輪は対前年度比124.6%であったことから、このミッドナイト競輪（とモーニング競輪）が競輪の売り上げを牽引していることが窺える。ただ、2018年度の増収は開催日数が前年度の369日から486日に増えた結果であり、一日平均売上額は対前年度比94.6%と減少となっている。
2020年に入ると、新型コロナウイルス感染症の流行の影響により競輪の全開催が無観客となった影響から、一時的に昼間・ナイター開催の売上が落ち込んだ一方で、元々無観客であるミッドナイト競輪は売上が急伸した。3月の前橋競輪場の開催で7億5520万6500円を記録すると、4月の大垣競輪場での開催では総売上が8億546万9100円と史上初の8億円超えを達成、さらに4月29日からの小倉競輪場での開催では売上が11億9904万9900円に達し、10億円を大きく超え同時期の記念競輪にも肉薄する売上を記録した。また、12月15日から17日まで行われた前橋FIIでは総売上12億7335万3800円を計上し、ミッドナイト競輪の総売上記録を更新した。
2021年に入っても勢いは止まらず、8月23日から25日まで開催された松阪FIIでは総売上額が15億1948万9100円となり、初の15億円突破で1開催の総売上記録を更新しただけでなく、9月2日の松山FII初日においては6億2472万5800円の売上額があり1場・1日あたりの売上記録も更新した。
2022年度より、後述のS級開催、1日3場開催（いずれもA級7レース制）の試行や、ガールズケイリン4個レース（L級2レース×2、A級1・2班5レース）の試行など、2022年度はミッドナイト競輪の更なる拡充が行われた。
2024年からは、ミッドナイト競輪においてもグレードレース（GIII。3日間制）も開催されている。

### ミッドナイトGIII・S級戦（FI）
ミッドナイト競輪開始当初はS級戦も試験的に行われたことがあったが、元々S級はA級より選手の絶対数が少ない上に毎月グレードレース（GIII以上）の開催があるためミッドナイト競輪のためだけに安定して選手数を確保することが難しく、また先述の通り手当が厚いため、現状は収入の低いA級選手への収入増支援の目的と、「（コンディションの調整が難しい）モーニング（競輪）とミッドナイト（競輪）を走らなくて済むのがS級選手のモチベーション」と考えている選手がいることもあり、長らくミッドナイト競輪ではS級戦は行われていなかった。特にミッドナイト競輪は7車立てで行われており、元々9車立てで慣れていた選手にとっては馴染まなかったこともあって、S級戦は開始初期の頃の2日間開催の時代に若干行われた程度であった。
しかしながらミッドナイト競輪の需要増の中、2022年4月に約10年ぶりにミッドナイト競輪でもS級戦（FI開催）を試行した（3日間制ミッドナイト競輪では初のS級戦。S級5レース、A級1・2班4レースで実施）。年間数節のペースでFI開催が行われている。
それに加え、2024年度は、ミッドナイト競輪でもグレードレースであるGIIIを佐世保競輪場（2024年7月16日 - 18日）と小松島競輪場（2025年2月17日 - 19日）で実施する。この開催はS級7車立て7レース及びガールズケイリン7車立て2レース（ガールズは通常のトーナメントでFII扱い）で実施され、通常のミッドナイト競輪同様、車番は競走得点の高い順で決定する。ただし、グレードレースではあるものの3日制であるため競輪祭の選考対象からは除外されている。

## 歴史
競輪は、売上額は平成初期の1991年度（平成3年度）には過去最高となる1兆9533億円に達したが、その後減少し、平成後期の2013年度（平成25年度）にはその1⁄3程度となる6063億円に落ち込むほど低迷した。その中で、JKAの職員同士の食事の席で、ある職員がふと思いつきで出した「今この時間（21時ごろ）にコレ（携帯電話）で車券が買えたら面白いのではないか?」というアイデアをきっかけに誕生した。
まず最初に、試験的な開催として、天候の影響を受けず、かつ屋内のため、外部へ騒音の影響が出にくいドーム競技場である北九州メディアドーム（小倉競輪場）およびグリーンドーム前橋（前橋競輪場）の2か所が選ばれた。無観客とすることで、場内での投票券販売や場内警備・観客無料バスの運行（に関わる人件費）などの諸経費が不要となるため、開催経費を通常開催の半分以下に圧縮して、1日6競走程度で3日間開催を行う方針で検討された。
2010年10月29日に、JKAは正式に小倉競輪場で2011年1月中旬から開催すると発表し、11月19日には正式に日程と詳細が発表された。上記の通り無観客で施行。車券は「競輪ネットバンクサービス」（ジャパンネット銀行または楽天銀行加入者対象）会員のみの販売で、二枠単・二枠複・ワイドは発売されず、重勝式はチャリロトの「チャリロト3」のみの発売となる。投票はインターネットだけでなく、通常回線のARSによる電話投票でも可能。
開催は各日7競走の2日制で施行、原則として月1回の金曜日と土曜日に開催。通常のナイター開催終了後の21時17分（JST）に第1競走が発走、以後通常よりも短い20分間隔で施行し、最終第7競走は23時17分に発走となる。当初はFII扱いのみでA級1班・2班の選手による7車立て、距離も通常の小倉開催より1周少ない1625メートルに短縮して施行された。2011年7月の開催から、S級戦も開始された。
小倉競輪場の場合、損益分岐点は1日の売上ベースで6,500万円であるが、初回開催の2011年1月は、2日間とも売上が損益分岐点はおろか、目標額の8,000万円をも上回り好調な滑り出しとなったため、小倉競輪場では次年度以降も開催を継続したい意向を示し、正式に2011年度も開催継続が決まった。
2012年の開催より、チャリロト・Kドリームス・オッズパークの通常車券発売でも取り扱いが行われ、発売される車券の種類に「ワイド」が追加される。また同年2月2日より前橋競輪場においてもミッドナイト競輪が開催されることになり、前橋ではKドリームスの重勝式が全種類発売される。
2013年3月8日 - 9日に、S級・A級各3個戦の9車立て（5周回2,025m）でのレースを実施。これに伴い、この開催では枠番連勝式の発売も行われた。
2013年6月16日 - 17日の小倉開催で、ミッドナイト競輪初の女子戦（ガールズケイリン）が実施された。
2013年10月5日 - 7日の青森開催で、ミッドナイト競輪初の3日間開催が実施されることになった。
2014年4月16日 - 17日の前橋開催より、A級3班戦（A級チャレンジレース）が実施される。チャレンジレースは5個戦で、残り2レースはガールズケイリン。
2014年9月2日より、それまでのジャパンネット銀行・楽天銀行に加え、新たに住信SBIネット銀行・三井住友銀行・三菱東京UFJ銀行の3行が競輪ネットバンクサービスの対応銀行となった。これにより、当該3行のネットバンク会員についても、競輪ネットバンクサービスに加入することで、ミッドナイト競輪の投票ができるようになった。
2015年後期からミッドナイト開催できる競輪場を借りて、他場主催者が主催するミッドナイト競輪が大幅に増えた。同年12月10日の小倉競輪ではミッドナイト競輪史上売上最高額となる1億4365万900円を記録した。
2016年1月の小倉競輪場ではKEIRIN EVOLUTIONが開催され、4月21日 - 23日には青森競輪場と小倉競輪場で1日6R制により、10月16日 - 18日には青森競輪場と小倉競輪場で1日7R制により同時開催された。12月24日から26日の奈良開催では、ミッドナイト競輪1開催の売上として、初めて5億円を上回った。
2017年6月23日からラピスタ新橋で、同年10月13日からサテライト横浜で、それぞれ前売り車券の発売が開始された。
2017年7月より全レースオールA級3班戦（チャレンジレース）が開催される。
2018年2月22日からサテライト大阪で前売り車券の発売が開始された。
2018年後期は、A級3班7レースとガールズ2レースまたは、A級3班4レースとA級1・2班5レースの計9レースが試行実施される。
2019年4月2日より、インターネットテレビサービスであるAbemaTV・「ABEMA 競輪・オートレースチャンネル」にて生配信が開始された（現在の番組名は「WinTicket ミッドナイト競輪」）。
2020年10月から2021年3月にかけて、競走得点に基づく番組編成を試行実施した。1番車を競走得点最上位選手とし、1番車から競走得点上位順に選手を並べて出走表をシンプルにすることで、分かりやすく楽しんで頂くことを目的としたものである。のちに、この競走得点順の番組編成は2021年4月以降も引き続き継続して実施している。
2021年に入っても好調で、1開催で15億円以上の売り上げを記録するまでになった（但し、売り上げの最上位は単独開催となったケースが占める）。
2022年は、3月21日より毎週月曜日から金曜日の22:00 - 23:00の間でBSよしもと「競輪LIVE!チャリロトよしもと」にて当日の開催場のうちのいずれかで中継を開始した。また、単独開催であれば総売上額が20億円を突破するようになった。また、4月からは、既に述べた通りミッドナイト競輪でも久々にS級戦を実施したほか、1日2場までとしていた開催を試行的に3場同時で実施するなど、新たな取り組みも行っている。
2023年1月26日は、直前の記録的な寒波の襲来により大垣と久留米が中止・順延となった影響で、その大垣、久留米（いずれも最終日）に加え、小倉、岸和田（いずれも初日）とで、ミッドナイト競輪初の1日4場開催となった。

## ミッドナイトフィナーレ
2018年から2022年にかけて、毎年12月29日から31日に行われたミッドナイト競輪開催場のうちいずれかの競輪場において、各日とも最終レース（第9レース）で、A級3班チャレンジ戦（12月29日）、A級1・2班戦（12月30日）、ガールズケイリン（12月31日）それぞれ一発勝負の企画レースとして実施された。
競輪において年末の大一番はKEIRINグランプリ（シリーズ）であるが、この「ミッドナイトフィナーレ」では、特に12月31日のレース（ガールズケイリン）においては全ての公営競技において最も発走時間が遅い（23:30頃）レースであるため、真の意味で『一年のうち最後のレース』であった。
元は、2018年12月29日から31日にかけて小倉競輪場にて開催されたのが最初で、当初は同年が競輪70周年に当たったことから記念事業の一環として企画されたものであったが、2019年以降も2022年まで毎年、一発勝負の企画レースとして継続して実施された。この「ミッドナイトフィナーレ」の出場資格は、各年7月〜10月の間に行われたミッドナイト競輪での成績上位選手7名（ガールズグランプリ出場者は除く）が選抜された。
ただ、年末の開催でもあり欠場者を穴埋めする追加あっせんが中々決まらないという弊害も出たため、2023年は一発勝負の企画レースとしての開催は取り止め、12月29日から31日にかけて行われた京都向日町、小倉（ガールズケイリン含む）の2場の開催がともに「ミッドナイトフィナーレ」と称して行われた（プログラムは通常のミッドナイト競輪と同様、通常あっせんによる3日間9レース制のトーナメント戦）。2024年以降も同様に、日程が大晦日を含む開催のミッドナイト競輪を「ミッドナイトフィナーレ」と称して行っている。

### レース成績（2022年まで）
氏名の前の○数字は車番を表す
| 年     | 開催場 | 月日     | 級班  | 優勝        | 2着         | 3着         | 4着         | 5着         | 6着         | 7着         |
| ------ | ------ | -------- | ----- | ----------- | ----------- | ----------- | ----------- | ----------- | ----------- | ----------- |
| 2018年 | 小倉   | 12月29日 | A3    | ⑦植原琢也   | ④薦田将伍   | ②福永大智   | ⑤鮫島康治   | ⑥三浦綾     | ①一ノ瀬匠   | ③夏目新吾   |
| 2018年 | 小倉   | 12月30日 | A1・2 | ①森山智徳   | ⑥馬場和広   | ③栗田貴徳   | ⑦藤井昭吾   | ⑤中石昌芳   | ④北川大五郎 | ②磯島康祐   |
| 2018年 | 小倉   | 12月31日 | L1    | ②小林莉子   | ③梶田舞     | ①山原さくら | ⑥増茂るるこ | ⑤坂口楓華   | ⑦土屋珠里   | ④細田愛未   |
| 2019年 | 西武園 | 12月29日 | A3    | ①張野幸聖   | ⑦磯島成介   | ③宮崎大空   | ②尾崎悠生   | ⑤橋本大祐   | ⑥大崎世志人 | ④吉松賢二   |
| 2019年 | 西武園 | 12月30日 | A1・2 | ⑦北野良栄   | ①山信田学   | ③原田隆     | ⑥千澤大輔   | ②橋本瑠偉   | ⑤藤原悠斗   | ④城幸弘     |
| 2019年 | 西武園 | 12月31日 | L1    | ②大久保花梨 | ③長澤彩     | ④柳原真緒   | ①梶田舞     | ⑤細田愛未   | ⑦土屋珠里   | ⑥吉岡詩織   |
| 2020年 | 高知   | 12月29日 | A3    | ①小松原正登 | ③長野和弘   | ②三宅旬     | ⑦倉松涼     | ⑥松本一成   | ⑤増成富夫   | ④桜井大地   |
| 2020年 | 高知   | 12月30日 | A1・2 | ④小畑勝広   | ①藤井侑吾   | ②篠原龍馬   | ⑦大谷靖茂   | ⑥眞原健一   | ⑤近藤範昌   | ③小原周祐   |
| 2020年 | 高知   | 12月31日 | L1    | ③山原さくら | ④内村舞織   | ⑥成田可菜絵 | ①尾方真生   | ②久米詩     | ⑤中嶋里美   | ⑦伊藤のぞみ |
| 2021年 | 松戸   | 12月29日 | A3    | ⑥黒滝大翔   | ⑦内田淳     | ⑤古川大輔   | ①松本憲斗   | ②大越啓介   | ③杉浦康一   | ④南部亮太   |
| 2021年 | 松戸   | 12月30日 | A1・2 | ①長田龍拳   | ⑦成清謙二郎 | ④上川直紀   | ②徳永哲人   | ③須賀和彦   | ⑥金田健一郎 | ⑤林敬宏     |
| 2021年 | 松戸   | 12月31日 | L1    | ①大久保花梨 | ③細田愛未   | ⑥田中まい   | ②尾崎睦     | ⑦成田可菜絵 | ④當銘直美   | ⑤下条未悠   |
| 2022年 | 豊橋   | 12月29日 | A3    | ③中釜健次   | ②須藤誠     | ①豊田一馬   | ⑦藤野竜也   | ⑤才迫勇馬   | ④板橋慎治   | ⑥長谷川裕一 |
| 2022年 | 豊橋   | 12月30日 | A1・2 | ⑥山崎悟     | ①矢野昌彦   | ②曽我圭佑   | ⑤富永益生   | ④中曽直彦   | ③犬塚貴之   | ⑦中川博文   |
| 2022年 | 豊橋   | 12月31日 | L1    | ①野口諭実可 | ②杉浦菜留   | ③山口伊吹   | ⑥河内桜雪   | ④増田夕華   | ⑦新井美菜   | ⑤又多風緑   |

## 実施競輪場
| 競輪場名   | 開始年月日     | 備考   |
| ---------- | -------------- | ------ |
| 小倉       | 2011年1月14日  | [ 48 ] |
| 前橋       | 2012年2月2日   | [ 49 ] |
| 青森       | 2012年10月25日 | [ 50 ] |
| 高知       | 2015年1月10日  | [ 51 ] |
| 佐世保     | 2015年8月8日   | [ 52 ] |
| 玉野       | 2016年1月11日  | [ 53 ] |
| 奈良       | 2016年7月12日  | [ 54 ] |
| 武雄       | 2016年12月13日 | [ 55 ] |
| 西武園     | 2017年1月8日   | [ 56 ] |
| 大垣       | 2017年7月17日  | [ 57 ] |
| 弥彦       | 2017年8月5日   | [ 58 ] |
| 別府       | 2018年2月13日  | [ 59 ] |
| 宇都宮     | 2018年3月3日   | [ 60 ] |
| 松阪       | 2018年6月19日  | [ 61 ] |
| 豊橋       | 2018年12月17日 | [ 62 ] |
| 松戸       | 2019年1月7日   | [ 63 ] |
| 川崎       | 2019年2月5日   | [ 63 ] |
| 伊東温泉   | 2019年2月13日  | [ 63 ] |
| 松山       | 2019年2月17日  | [ 63 ] |
| 函館       | 2019年4月14日  | [ 64 ] |
| 四日市     | 2019年5月2日   | [ 65 ] |
| 名古屋     | 2019年11月5日  | [ 66 ] |
| 京都向日町 | 2021年6月30日  | [ 67 ] |
| 平塚       | 2021年10月19日 | [ 68 ] |
| 久留米     | 2021年11月6日  | [ 69 ] |
| 小松島     | 2022年5月23日  | [ 70 ] |
| 岸和田     | 2022年7月4日   | [ 71 ] |
| 高松       | 2022年9月15日  | [ 72 ] |
| 静岡       | 2022年10月3日  | [ 73 ] |
| 京王閣     | 2022年10月15日 | [ 74 ] |
| いわき平   | 2023年11月4日  | [ 75 ] |
| 岐阜       | 2024年5月4日   | [ 76 ] |
| 熊本       | 2024年9月21日  | [ 77 ] |

### 借上開催実施状況
- 2018年度（平成30年度）[78][79]
  - 前橋 - 立川市
  - 豊橋 - 名古屋競輪組合
  - 奈良 - 京都府、福井市
  - 玉野 - 高松市
  - 高知 - 小松島市
  - 小倉 - 名古屋競輪組合、岐阜市、岸和田市、防府市、久留米市、熊本市

- 2019年度（令和元年度）[80][81]
  - 川崎 - 小田原市、平塚市
  - 大垣 - 岐阜市
  - 奈良 - 京都府、和歌山県、福井市
  - 玉野 - 小松島市、高松市
  - 小倉 - 名古屋競輪組合、岸和田市、広島市、防府市、久留米市、熊本市

- 2020年度（令和2年度）[82][83]
  - 前橋 - 立川市
  - 川崎 - 小田原市、平塚市
  - 松阪 - 京都府、富山市
  - 大垣 - 岐阜市、福井市
  - 奈良 - 和歌山県
  - 松山 - 高松市
  - 高知 - 小松島市
  - 小倉 - 岸和田市、広島市、防府市、久留米市、熊本市

- 2021年度（令和3年度）[84][85]
  - 前橋 - 立川市
  - 川崎 - 平塚市、小田原市
  - 松阪 - 富山市
  - 大垣 - 岐阜市、福井市
  - 奈良 - 和歌山県
  - 松山 - 高松市、玉野市
  - 高知 - 小松島市
  - 小倉 - 岸和田市、広島市、防府市、久留米市、熊本市

- 2022年度（令和4年度）[86][87]
  - 前橋 - 立川市
  - 川崎 - 小田原市
  - 伊東温泉 - 小田原市
  - 松阪 - 富山市
  - 大垣 - 岐阜市、福井市
  - 奈良 - 和歌山県
  - 小倉 - 広島市、防府市、熊本市

- 2023年度（令和5年度）[88][5]
  - 前橋 - 立川市、弥彦村
  - 川崎 - 小田原市
  - 伊東温泉 - 小田原市
  - 松阪 - 富山市
  - 大垣 - 岐阜市、福井市
  - 奈良 - 和歌山県
  - 玉野 - 広島市、防府市
  - 高松 - 広島市、松山市
  - 小倉 - 青森市、広島市、防府市、熊本市
  - 久留米 - 熊本市
  - 武雄 - 熊本市

- 2024年度（令和6年度）[89][6]
  - いわき平 - 函館市
  - 前橋 - 立川市
  - 川崎 - 小田原市
  - 松阪 - 富山市、京都府
  - 大垣 - 福井市
  - 奈良 - 和歌山県
  - 玉野 - 広島市、防府市
  - 小倉 - 広島市、防府市

- 2025年度（令和7年度）[90][91]
  - いわき平 - 函館市、青森市
  - 前橋 - 立川市
  - 川崎 - 小田原市
  - 大垣 - 福井市
  - 松阪 - 富山市
  - 岸和田 - 京都府
  - 奈良 - 京都府、和歌山県
  - 玉野 - 松山市
  - 高知 - 高松市
  - 小倉 - 広島市、防府市

## 番組編成
2024年4月時点で実施されている番組編成は、以下の通り。

### 7車立て・3日制9R開催のオールA級場合
- 初日
  - 第1競走 - 第4競走 - A級チャレンジ予選競走（3着までの選手全員と、4着選手のうち2名が準決勝競走に進出）
  - 第5競走 - 第8競走 - A級特予選競走（3着までの選手全員と、4着選手のうち2名が準決勝競走に進出）
  - 第9競走 - A級初日特選競走（全員が準決勝競走に進出）
- 2日目
  - 第1競走・第2競走 - A級チャレンジ一般競走（準決勝以外の選手による競走）
  - 第3競走・第4競走 - A級チャレンジ準決勝競走（1〜3着選手全員と、4着選手のうち1名が決勝進出）
  - 第5競走・第6競走 - A級特一般競走（準決勝以外の選手による競走）
  - 第7競走 - 第9競走 - A級準決勝競走（1〜2着選手全員と、3着選手のうち1名が決勝進出）
- 3日目
  - 第1競走・第2競走 - A級チャレンジ一般競走（決勝・選抜進出者以外の選手による競走）
  - 第3競走 - A級チャレンジ選抜競走（準決勝4着の残余1名と、5、6着全選手、2日目一般1着2名による競走）
  - 第4競走・第5競走 - A級特一般競走（準決勝7着、一般2着の残余1名、同3〜7着の選手による競走）
  - 第6競走・第7競走 - A級特選競走（準決勝3着の残余2名、同4〜6着、一般1着選手全員、同2着のうち1名による競走）
  - 第8競走 - A級チャレンジ決勝競走
  - 第9競走 - A級決勝競走

### 7車立て・3日制ガールズ＋A級1・2班開催の9R開催の場合
- 初日
  - 第1競走・第2競走 - L級ガールズ予選競走1（予選2日間の獲得ポイント上位7名が決勝進出）
  - 第3競走 - 第8競走 - A級予選競走（2着までの選手全員と、3着選手のうち2名が準決勝競走に進出）
  - 第9競走 - A級初日特選競走（全員が準決勝競走に進出）
- 2日目
  - 第1競走・第2競走  - L級ガールズ予選競走2（予選2日間の獲得ポイント上位7名が決勝進出）
  - 第3競走・第4競走  - A級一般競走（準決勝・選抜進出者以外の選手による競走）
  - 第5競走・第6競走  - A級選抜競走（予選3着の残余4名、4着全選手、5着のうち4名による競走）
  - 第7競走 - 第9競走 - A級準決勝競走（2着までの選手全員と、3着選手のうち1名が決勝競走に進出）
- 3日目（最終日）
  - 第1競走 - L級ガールズ一般競走（決勝進出者以外による競走）
  - 第2競走 - 第4競走 - A級一般競走（決勝・特選進出者以外の選手による競走）
  - 第5競走 - 第7競走 - A級特選競走（準決勝3着の残余2名と、4〜7着全選手、選抜2着までの選手全員と、3着選手のうち1名、2日目一般1着2名による競走）
  - 第8競走 - L級ガールズ決勝競走
  - 第9競走 - A級決勝競走

### 7車立て・3日制S級＋A級1・2班開催の9R開催の場合
- 初日
  - 第1競走 - 第3競走 - A級予選競走（1〜2着選手全員と、3着選手のうち1名が準決勝競走に進出）
  - 第4競走 - A級初日特選競走（全員が準決勝競走に進出）
  - 第5競走 - 第8競走 - S級予選競走（3着までの選手全員と、4着選手のうち2名が準決勝競走に進出）
  - 第9競走 - S級初日特選競走（全員が準決勝競走に進出）
- 2日目
  - 第1競走・第2競走 - A級一般競走（準決勝以外の選手による競走）
  - 第3競走・第4競走 - A級準決勝競走（1〜3着選手全員と、4着選手のうち1名が決勝進出）
  - 第5競走・第6競走 - S級一般競走（準決勝以外の選手による競走）
  - 第7競走 - 第9競走 - S級準決勝競走（1〜2着選手全員と、3着選手のうち1名が決勝進出）
- 3日目
  - 第1競走・第2競走 - A級一般競走（決勝・選抜進出者以外の選手による競走）
  - 第3競走 - A級特選競走（準決勝4着の残余1名と、5〜6着全選手、2日目一般1着2名による競走）
  - 第4競走・第5競走 - S級一般競走（準決勝7着、一般2着の残余1名、同3〜7着の選手による競走）
  - 第6競走・第7競走 - S級特選競走（準決勝3着の残余2名、同4〜6着、一般1着選手全員、同2着のうち1名による競走）
  - 第8競走 - A級決勝競走
  - 第9競走 - S級決勝競走

### 7車立て・3日制S級＋ガールズ開催の9R開催の場合
- 初日
  - 第1競走・第2競走 - L級ガールズ予選競走1（予選2日間の獲得ポイント上位7名が決勝進出）
  - 第3競走 - 第8競走 - S級予選競走（2着までの選手全員と、3着選手のうち2名が準決勝競走に進出）
  - 第9競走 - S級初日特選競走（全員が準決勝競走に進出）
- 2日目
  - 第1競走・第2競走  - L級ガールズ予選競走2（予選2日間の獲得ポイント上位7名が決勝進出）
  - 第3競走・第4競走  - S級選抜競走（準決勝・特選進出者以外の選手による競走）
  - 第5競走・第6競走  - S級特選競走（予選3着の残余4名、4着全選手、5着のうち4名による競走）
  - 第7競走 - 第9競走 - S級準決勝競走（2着までの選手全員と、3着選手のうち1名が決勝競走に進出）
- 3日目（最終日）
  - 第1競走 - L級ガールズ一般競走（決勝進出者以外による競走）
  - 第2競走 - 第4競走 - S級選抜競走（決勝・特選進出者以外の選手による競走）
  - 第5競走 - 第7競走 - S級特選競走（準決勝3着の残余2名と、4〜7着全選手、2日目特選2着までの選手全員と、3着選手のうち1名、2日目選抜1着2名による競走）
  - 第8競走 - L級ガールズ決勝競走
  - 第9競走 - S級決勝競走

### 7車立て・3日制7R開催の場合
- 初日 
  - 第1競走 - 第6競走 - A級予選競走（2着までの選手全員と、3着選手のうち2名が準決勝競走に進出）
  - 第7競走 - A級初日特選競走（全員が準決勝競走に進出）
- 2日目
  - 第1競走・第2競走 - A級一般競走（準決勝・選抜進出者以外の選手による競走）
  - 第3競走・第4競走 - A級選抜競走（予選3着の残余4名、4着全選手、5着のうち4名による競走）
  - 第5競走 - 第7競走 - A級準決勝競走（2着までの選手全員と、3着選手のうち1名が決勝競走に進出）
- 3日目（最終日）
  - 第1競走 - 第3競走 - A級一般競走（決勝・特選進出者以外の選手による競走）
  - 第4競走 - 第6競走 - A級特選競走（準決勝3着の残余2名と、4~7着全選手、選抜2着までの選手全員と、3着選手のうち1名、2日目一般1着2名による競走）
  - 第7競走 - A級決勝競走

### 7車立て・3日制オールA級チャレンジ7R開催の場合
- 初日 
  - 全競走 - A級チャレンジ予選競走（3着までの選手全員が準決勝競走に進出）
- 2日目
  - 第1競走・第2競走 - A級チャレンジ一般競走（準決勝・選抜進出者以外の選手による競走）
  - 第3競走・第4競走 - A級チャレンジ選抜競走（予選4着、5着全選手による競走）
  - 第5競走 - 第7競走 - A級チャレンジ準決勝競走（2着までの選手全員と、3着選手のうち1名が決勝競走に進出）
- 3日目（最終日）
  - 第1競走 - 第3競走 - A級チャレンジ一般競走（決勝・選抜進出者以外の選手による競走）
  - 第4競走 - 第6競走 - A級チャレンジ選抜競走（準決勝3着の残余2名と、4〜7着全選手、選抜2着までの選手全員と、3着選手のうち1名、2日目一般1着2名による競走）
  - 第7競走 - A級チャレンジ決勝競走

### 過去の番組編成
以下は、2024年時点では実施されていないが、過去に実施されたことがある番組編成。なお、ガールズは2017年7月からL級となっているが、2017年7月以降実施されていないガールズ競走については当時のA級と記す。

#### 7車立て・2日制1トーナメントの場合
各予選競走で1着になった選手のみが翌日の決勝競走に進出できることから、2014年までのサマーナイトフェスティバルに類似した番組編成になっている。
- 初日
  - 全競走 - 予選競走（1着のみ勝ち上がり、2〜3着は選抜（S級は特選）、その他は一般（S級は選抜））
- 2日目（最終日）
  - 第1競走から第4競走 - 一般競走（S級は選抜）
  - 第5競走・第6競走 - 選抜競走（S級は特選）
  - 第7競走 - 決勝競走

#### 9車立て・2日制2トーナメントの場合
通常の準決勝戦からの勝ち上がりと同様になっている。
- 初日
  - 第1競走 - 第3競走 - A級予選競走（3着までが決勝競走に進出、その他は一般競走へ）
  - 第4競走 - 第6競走 - S級予選競走（〃、その他は選抜競走へ）
- 2日目（最終日）
  - 第1競走・第2競走 - A級一般競走
  - 第3競走・第4競走 - S級選抜競走
  - 第5競走 - A級決勝競走
  - 第6競走 - S級決勝競走

#### 7車立て・2日制ガールズ開催ありの場合
- 初日
  - 第1競走 - 第3競走・第6競走・第7競走 - A級予選競走（1着選手全員と2着選手のうち2名が決勝競走に進出）
  - 第4競走・第5競走 - A級ガールズ予選競走（3着までの選手全員と、4着選手のうち1名が決勝競走に進出）
- 2日目（最終日）
  - 第1競走・第2競走 - A級一般競走（決勝・選抜進出者以外の選手による競走）
  - 第3競走 - A級ガールズ一般競走（決勝進出者以外の選手による競走）
  - 第4競走・第5競走 - A級選抜競走（2着の残余3名、3〜4着全選手、5着のうち1名による競走）
  - 第6競走 - A級ガールズ決勝競走
  - 第7競走 - A級決勝競走

#### 7車立て・3日制ガールズ開催ありの場合
2つのトーナメントはいずれも昼間・ナイター競走開催時のトーナメントと共通（競走得点も共通）のものを使用している。
2018年からガールズ競輪が1・2日目が第6・7競走、最終日が第5・7競走になる開催が開始した。競走数の後の（ ）内が後半ガールズ行われる場合の競走数。
- 初日
  - 第1競走・第2競走(第6競走・第7競走) - L級ガールズ予選競走1（予選2日間の獲得ポイント上位7名が決勝進出）
  - 第3競走 - 第7競走(第1競走 - 第5競走) - A級チャレンジ予選競走（4着の選手全員と5着選手のうち1名が準決勝進出）
- 2日目
  - 第1競走・第2競走(第6競走・第7競走) - L級ガールズ予選競走2
  - 第3競走・第4競走(第1競走・第2競走) - A級チャレンジ一般競走（準決勝進出者以外の選手による競走）
  - 第5競走 - 第7競走(第3競走 - 第5競走) - A級チャレンジ準決勝競走（1〜2着選手全員と、3着選手のうち1名が決勝進出）
- 3日目
  - 第1競走(第5競走) - L級ガールズ一般競走（決勝進出者以外による競走）
  - 第2競走・第3競走(第1競走・第2競走) - A級チャレンジ一般競走（準決勝7着、一般2着の残余1名、同3〜7着の選手による競走）
  - 第4競走・第5競走(第3競走・第4競走) - A級チャレンジ選抜競走（準決勝3着の残余2名、同4〜6着、一般1着選手全員、同2着のうち1名による競走）
  - 第6競走(第7競走) - L級ガールズ決勝競走
  - 第7競走(第6競走) - A級チャレンジ決勝競走

#### 7車立て・3日制ガールズ＋A級1・2班開催の7R開催の場合
- 初日
  - 第1競走・第2競走 - L級ガールズ予選競走1（予選2日間の獲得ポイント上位7名が決勝進出）
  - 第3競走 - 第6競走 - A級特予選競走（1〜3着選手全員と4着選手のうち2名が準決勝進出）
  - 第7競走 - A級初日特選競走（全員が準決勝競走に進出）
- 2日目
  - 第1競走・第2競走 - L級ガールズ予選競走2（予選2日間の獲得ポイント上位7名が決勝進出）
  - 第3競走・第4競走 - A級特一般競走（準決勝進出者以外の選手による競走）
  - 第5競走 - 第7競走 - A級チャレンジ準決勝競走（1〜2着選手全員と、3着選手のうち1名が決勝進出）
- 3日目
  - 第1競走 - L級ガールズ一般競走（決勝進出者以外による競走）
  - 第2競走・第3競走 - A級特一般競走（準決勝7着、特一般2着の残余1名、同3〜7着の選手による競走）
  - 第4競走・第5競走 - A級特選競走（準決勝3着の残余2名、同4〜6着、特一般1着選手全員、同2着のうち1名による競走）
  - 第6競走 - L級ガールズ決勝競走
  - 第7競走 - A級決勝競走

#### 7車立て・3日制オールガールズ開催の場合（2014年）
シリーズごとに優勝者を決めた。
- 初日
  - 第1競走・第2競走 - A級ガールズ予選競走1-シリーズ1（予選2日間の獲得ポイント上位7名が決勝進出）
  - 第3競走・第4競走 - A級ガールズ予選競走1-シリーズ2
  - 第5競走・第6競走 - A級ガールズ予選競走1-シリーズ3
- 2日目
  - 第1競走・第2競走 - A級ガールズ予選競走2-シリーズ1
  - 第3競走・第4競走 - A級ガールズ予選競走2-シリーズ2
  - 第5競走・第6競走 - A級ガールズ予選競走2-シリーズ3
- 3日目
  - 第1競走 - A級ガールズ一般競走 -シリーズ1（決勝進出者以外による競走）
  - 第2競走 - A級ガールズ一般競走 -シリーズ2
  - 第3競走 - A級ガールズ一般競走 -シリーズ3
  - 第4競走 - A級ガールズ決勝競走 -シリーズ1
  - 第5競走 - A級ガールズ決勝競走 -シリーズ2
  - 第6競走 - A級ガールズ決勝競走 -シリーズ3

#### 7車立て・3日制オールガールズ開催の場合（2015年）
- 初日
  - 全競走 - A級ガールズ予選競走1（予選2日間の獲得ポイント上位7名が決勝進出）
- 2日目
  - 全競走 - A級ガールズ予選競走2
- 3日目
  - 第1競走 - 第3競走 - A級ガールズ一般競走（決勝・選抜進出者以外の選手による競走）
  - 第4競走 - 第5競走 - A級ガールズ選抜競走（予選2日間の獲得ポイント8位 - 21位までの競走）
  - 第6競走 - A級ガールズ決勝競走

#### 7車立て・3日制KEIRIN EVOLUTION開催ありの場合
A級は人数以外モーニング、昼間、ナイターFIIと同じ番組編成となっている。
- 初日
  - 第1競走 - 第4競走 - A級予選競走（3着までの選手全員と、4着選手のうち2名が準決勝競走に進出）
  - 第5競走 - A級初日特選競走（全員が準決勝競走に進出）
  - 第6競走・第7競走 - EVOLUTION予選競走1（予選2日間の獲得ポイント上位7名が決勝進出）
- 2日目
  - 第1競走・第2競走 - A級一般競走（準決勝以外の選手による競走）
  - 第3競走 - 第5競走 - A級準決勝競走（1〜2着選手全員と、3着選手のうち1名が決勝進出）
  - 第6競走・第7競走 - EVOLUTION予選競走2
- 3日目
  - 第1競走・第2競走 - A級一般競走（準決勝7着、一般2着の残余1名、同3〜7着の選手による競走）
  - 第3競走・第4競走 - A級特選競走（準決勝3着の残余2名、同4〜6着、一般1着選手全員、同2着のうち1名による競走）
  - 第5競走 - EVOLUTION選抜競走（決勝進出者以外による競走）
  - 第6競走 - A級決勝競走
  - 第7競走 - EVOLUTION決勝競走

#### 7車立て・3日制6R開催の場合
ガールズ併催のない3日間開催F1のA級戦と人数以外同じ番組編成となっている。
- 初日
  - 第1競走 - 第5競走 - A級予選競走（2着までの選手全員と、3着選手のうち4名が準決勝競走に進出）
  - 第6競走 - A級初日特選競走（全員が準決勝競走に進出）
- 2日目
  - 第1競走・第2競走 - 一般競走（準決勝・選抜進出者以外の選手による競走）
  - 第3競走 - 選抜競走（予選3着の残余1名、4着全選手、5着のうち1名による競走）
  - 第4競走 - 第6競走 - A級準決勝競走（1〜2着選手全員と、3着選手のうち1名が決勝進出）
- 3日目
  - 第1競走・第2競走 - A級一般競走（選抜5〜7着、一般2着の残余1名、同3〜7着の選手による競走）
  - 第3競走 - 第5競走 - A級特選競走（準決勝3着の残余2名、同4〜7着、選抜1〜4着、一般1着選手全員、同2着のうち1名による競走）
  - 第6競走 - A級決勝競走

#### 7車立て・3日制ガールズ＋A級チャレンジ開催の9R開催の場合
チャレンジレースは3日制オールA級チャレンジ7R開催と同じ番組である。競走数の後の（ ）内が後半ガールズ行われる場合の競走数。
- 初日
  - 第1競走・第2競走（第8競走・第9競走） - L級ガールズ予選競走1（予選2日間の獲得ポイント上位7名が決勝進出）
  - 第3競走 - 第9競走（第1競走 - 第7競走） - A級チャレンジ予選競走（3着までの選手全員が準決勝競走に進出）
- 2日目
  - 第1競走・第2競走（第8競走・第9競走）  - L級ガールズ予選競走2
  - 第3競走・第4競走（第1競走・第2競走）  - A級チャレンジ 一般競走（準決勝・選抜進出者以外の選手による競走）
  - 第5競走・第6競走（第3競走・第4競走）  - A級チャレンジ選抜競走（予選4着、5着全選手による競走）
  - 第7競走 - 第9競走（第5競走 - 第7競走） - A級チャレンジ準決勝競走（2着までの選手全員と、3着選手のうち1名が決勝競走に進出）
- 3日目（最終日）
  - 第1競走（第7競走） - L級ガールズ一般競走（決勝進出者以外による競走）
  - 第2競走 - 第4競走（第1競走 - 第3競走） - A級チャレンジ一般競走（決勝・選抜進出者以外の選手による競走）
  - 第5競走 - 第7競走（第4競走 - 第6競走） - A級チャレンジ選抜競走（準決勝3着の残余2名と、4〜7着全選手、選抜2着までの選手全員と、3着選手のうち1名、2日目一般1着2名による競走）
  - 第8競走（第9競走） - L級ガールズ決勝競走
  - 第9競走（第8競走） - A級チャレンジ決勝競走

#### 7車立て・3日制ガールズ2個＋A級1・2班開催の9R開催の場合
- 初日
  - 第1競走 - 第4競走 - A級特予選競走（3着までの選手全員と、4着選手のうち2名が準決勝競走に進出）
  - 第5競走 - A級初日特選競走（全員が準決勝競走に進出）
  - 第6競走 - 第7競走 - L級ガールズ予選競走1（Bグループ）（予選2日間の獲得ポイント上位7名が決勝進出）
  - 第8競走 - 第9競走 - L級ガールズ予選競走1（Aグループ）（予選2日間の獲得ポイント上位7名が決勝進出）
- 2日目
  - 第1競走・第2競走 - A級特一般競走（準決勝進出者以外の選手による競走）
  - 第3競走 - 第5競走 - A級準決勝競走（1〜2着選手全員と、3着選手のうち1名が決勝進出）
  - 第6競走 - 第7競走 - L級ガールズ予選競走2（Bグループ）（予選2日間の獲得ポイント上位7名が決勝進出）
  - 第8競走 - 第9競走 - L級ガールズ予選競走2（Aグループ）（予選2日間の獲得ポイント上位7名が決勝進出）
- 3日目
  - 第1競走・第2競走 - A級特一般競走（準決勝7着、特一般2着の残余1名、同3〜7着の選手による競走）
  - 第3競走・第4競走 - A級特選競走（準決勝3着の残余2名、同4〜6着、特一般1着選手全員、同2着のうち1名による競走）
  - 第5競走 - L級ガールズ一般競走（Bグループ）（決勝進出者以外による競走）
  - 第6競走 - L級ガールズ一般競走（Aグループ）（決勝進出者以外による競走）
  - 第7競走 - A級決勝競走
  - 第8競走 - L級ガールズ決勝競走（Bグループ）
  - 第9競走 - L級ガールズ決勝競走（Aグループ）

#### 7車立て・企画レース「ミッドナイトフィナーレ」開催の9R開催の場合
各日とも最終第9レースは、単発の企画レース「ミッドナイトフィナーレ」が行われた。
- 初日（12月29日）
  - 第1競走 - 第4競走 - A級チャレンジ予選競走（3着までの選手全員と、4着選手のうち2名が準決勝競走に進出）
  - 第5競走 - 第7競走 - A級特予選競走（2着までの選手全員と、3着選手のうち1名が準決勝競走に進出）
  - 第8競走 - A級初日特選競走（全員が準決勝競走に進出）
  - 第9競走 - 「ミッドナイトフィナーレ」A級チャレンジ競走
- 2日目（12月30日）
  - 第1競走・第2競走 - A級チャレンジ一般競走（準決勝進出者以外の選手による競走）
  - 第3競走・第4競走 - A級チャレンジ準決勝競走（3着までの選手全員と、4着選手のうち1名が決勝競走に進出）
  - 第5競走・第6競走 - A級一般競走（準決勝進出者以外の選手による競走）
  - 第7競走・第8競走 - A級準決勝競走（3着までの選手全員と、4着選手のうち1名が決勝競走に進出）
  - 第9競走 - 「ミッドナイトフィナーレ」A級競走
- 3日目（最終日。12月31日）
  - 第1競走・第2競走 - A級チャレンジ一般競走（決勝・選抜進出者以外の選手による競走）
  - 第3競走 - A級チャレンジ選抜競走（準決勝4着の残余1名と、5〜6着全選手、2日目一般1着2名による競走）
  - 第4競走・第5競走 - A級特一般競走（準決勝7着と、一般2〜7着全選手による競走）
  - 第6競走 - A級特選競走（準決勝4着の残余1名、同5〜6着全選手、一般1着全選手による競走）
  - 第7競走 - A級チャレンジ決勝競走
  - 第8競走 - A級決勝競走
  - 第9競走 - 「ミッドナイトフィナーレ」ガールズケイリン